# Abgesandter
Ein Abgesandter, auch Emissär (von lateinisch emissarius bzw. französisch émissaire „Bote, Späher“), ist ein Sendbote oder auch Unterhändler einer Interessenspartei mit einem bestimmten, oftmals auch geheimen Auftrag. Meist soll er die Verhandlungslage und Interessensschwerpunkte der Gegenpartei prüfen und den Boden für weitere Zusammenarbeit bereiten.
Heute meint man mit Emissären aber auch eine bestimmte Form von Schlichtern. Wenn zwei Parteien zerstritten sind, wobei nur eine aktiv an der Beilegung des Streites interessiert ist, ist es für sie möglich, einen Emissär mit der Wahrung ihrer Interessen zu beauftragen. Dieser nimmt sich dann der Sache an und verhandelt mit der gegnerischen Partei.
Bei dieser Form der Schlichtung ist es im Gegensatz zur Mediation nicht nötig, dass sich die beiden Parteien treffen. Alle Verhandlungen finden über den neutralen Emissär statt, was insbesondere dann von Vorteil ist, wenn sich die Parteien mit Misstrauen begegnen. 